# James W. Sire
James W. Sire (17 ottobre 1933 – 6 febbraio 2018) è stato uno scrittore e editore statunitense, di fede cristiana.

## Biografia
Nato in un ranch ai margini del Nebraska Sandhills, dopo aver conseguito il Bachelor of Arts in chimica e inglese presso l'Università del Nebraska, completò il Master of Arts in li gua e letteratura inglese presso il Washington State College e il PhD in lingua inglese presso l'Università del Missouri.
Sire divenne un ufficiale dell'esercito, un professore universitario di letteratura inglese, filosofia e teologia, nonché caporedattore della casa editrice cristiana InterVarsity Press. Tenne letture e corsi in oltre duecento università fra Stati Uniti, Canada, Europa e Asia.
Autore di venti libri di letteratura, filosofia e fede cristiana, il suo testo più noto fu The Universe Next Door, pubblicato nel 1976 e giunto alla quinta edizione, che vendette oltre 400 000 copie e fu tradotto in 19 lingue straniere.
Rim of the Sandhills è il suo volume autobiografico, che racconta l'infanzia nel ranch, la guerra con l'esercito in Corea, gli anni dell'università, dell'InterVasity e delle conferenze in tre continenti, delineando i contorni del primo avvicinamento alla fede crstiana e il graduale sviluppo di un impegno apologetico pluridecennale.

## Vita privata
Sire e la moglie Marjorie ebbero quattro figli: Carol, Gene, Richard e Ann.
Sire morì il 6 febbraio 2018, all'età di 84 anni.